# Камп-Борнгофен
Камп-Борнгофен (нім. Kamp-Bornhofen) — громада в Німеччині, розташована в землі Рейнланд-Пфальц. Входить до складу району Рейн-Лан. Складова частина об'єднання громад Лорелай.
Площа — 11,37 км2. Населення становить 1556 ос. (станом на 31 грудня 2020).